# تاینام
تاینام (به انگلیسی: Tyneham) یک روستا در بریتانیا است که در Steeple with Tyneham واقع شده‌است. تاینام ۰ نفر جمعیت دارد.